# Bendjaloud Youssouf
Pour les articles homonymes, voir Youssouf.
Bendjaloud Youssouf, né le 11 février 1994 à Marseille en France, est un footballeur international comorien, possédant également la nationalité française. Il évolue au poste de défenseur droit au FC Sochaux-Montbéliard.

## Carrière

### En club
Bendjaloud Youssouf a commencé sa jeune carrière au FC Nantes.
Il évolue quatre saisons de 2013 à 2017 à l'US Orléans pour un total de 71 matchs toutes compétitions confondus.
Le 25 juin 2017, il s'engage en faveur de l'AJ Auxerre, club évoluant en Ligue 2 pour une durée de trois ans,.
Tout d'abord recruté pour être le titulaire en arrière droit, il fait finalement face au recrutement de Carlens Arcus  tout à la fin du mercato estival de 2017. C'est ainsi qu'il ne jouera que 16 matchs de Ligue 2 lors de la saison 2017-2018 dont certains en tant qu'arrière gauche à la suite des absences de Pierre-Yves Polomat pour motif disciplinaire et de Kenji-Van Boto pour blessure.
Lors de la saison 2018-2019, bien qu'il reste le numéro 2 de Carlens Arcus en arrière droit, c'est finalement en milieu droit où il joue la majorité de ses matchs.
Lors de la  saison 2019-2020, il est relégué en quatrième position dans la hiérarchie des arrières droits derrière Carlens Arcus, Alexandre Coeff et Samir Chergui. Il ne joue donc aucun match en professionnel et se contente de quelques apparitions avec la réserve en National 3.
Le 8 juin 2020, alors qu'il est en fin de contrat à l'AJ Auxerre, il rejoint Le Mans FC évoluant en National. Il retrouve Didier Ollé-Nicolle qui était son entraîneur lors de la phase retour de la saison 2016-2017 à l'US Orléans.
En juin 2021, il s'engage pour deux saisons à la Berrichonne de Châteauroux, club de National. 
En 2023, il signe avec le club nordiste de l'USL Dunkerque promu en Ligue 2. 
A la fin de la saison 2024-2025, il retourne en National en signant au FC Sochaux-Montbéliard.  

### En équipe nationale
Bendjaloud Youssouf honore sa première sélection avec les Comores le 7 octobre 2015, lors d'un match contre le Lesotho rentrant dans le cadre des éliminatoires du mondial 2018 (match nul 0-0).

## Statistiques
| Saison                | Club                  | Championnat           | Championnat | Championnat | Coupe nationale | Coupe nationale | Coupe de la Ligue | Coupe de la Ligue | Comores | Comores | Total | Total |
| Saison                | Club                  | Division              | M.          | B.          | M.              | B.              | M.                | B.                | M.      | B.      | M.    | B.    |
| 2013-2014             | US Orléans            | National              | 1           | 0           | -               | -               | -                 | -                 | -       | -       | 1     | 0     |
| 2014-2015             | US Orléans            | Ligue 2               | 16          | 1           | -               | -               | -                 | -                 | -       | -       | 16    | 1     |
| 2015-2016             | US Orléans            | National              | 18          | 2           | 1               | 0               | -                 | -                 | 4       | 0       | 23    | 2     |
| 2016-2017             | US Orléans            | Ligue 2               | 33+2        | 3+0         | -               | -               | -                 | -                 | 5       | 1       | 40    | 4     |
| Sous-total            | Sous-total            | Sous-total            | 70          | 6           | 1               | 0               | -                 | -                 | 9       | 1       | 80    | 7     |
| 2017-2018             | AJ Auxerre            | Ligue 2               | 16          | 0           | 2               | 0               | 1                 | 0                 | 2       | 0       | 21    | 0     |
| 2018-2019             | AJ Auxerre            | Ligue 2               | 11          | 0           | 0               | 0               | 2                 | 0                 | 3       | 0       | 16    | 0     |
| 2019-2020             | AJ Auxerre            | Ligue 2               | 0           | 0           | 0               | 0               | 0                 | 0                 | 5       | 0       | 5     | 0     |
| Sous-total            | Sous-total            | Sous-total            | 27          | 0           | 2               | 0               | 3                 | 0                 | 10      | 0       | 42    | 0     |
| 2020-2021             | Le Mans FC            | National              | 32          | 4           | 0               | 0               | -                 | -                 | 5       | 0       | 37    | 4     |
| Sous-total            | Sous-total            | Sous-total            | 32          | 4           | 0               | 0               | -                 | -                 | 5       | 0       | 37    | 4     |
| 2021-2022             | LB Châteauroux        | National              | 8           | 1           | 0               | 0               | -                 | -                 | 0       | 0       | 8     | 1     |
| Sous-total            | Sous-total            | Sous-total            | 8           | 1           | 0               | 0               | -                 | -                 | 0       | 0       | 8     | 1     |
| Total sur la carrière | Total sur la carrière | Total sur la carrière | 137         | 11          | 3               | 0               | 3                 | 0                 | 24      | 1       | 167   | 12    |

## Palmarès
Il remporte le championnat de National en 2013-2014 avec l'US Orléans.